# Périgny (Valle del Marne)
 Périgny  es una comuna y población de Francia, en la región de Isla de Francia, departamento de Valle del Marne, en el distrito de Créteil y cantón de Villecresnes. Está integrada en la Communauté de communes du Plateau Briard .
Está extendida la denominación Périgny-sur-Yerres, que aunque no está reconocida oficialmente -no figura en los listados del INSEE- se usa incluso por organismos como el servicio de correos, la comunidad de comunas o el propio consistorio.

## Demografía
Su población municipal en 2007 era de 2 232 habitantes.
| 220 | 219 | 236 | 251 | 288 | 283 | 275 | 295 | 304 | 353 | 354 | 333 | 347 | 353 | 385 | 401 | 358 | 376 | 327 | 327 | 325 | 339 | 388 | 380 | 357 | 382 | 379 | 437 | 1 011 | 1 673 | 1 681 | 2 020 | 2 232 |
| Para los censos de 1962 a 1999 la población legal corresponde a la población sin duplicidades (Fuente: INSEE [Consultar]) |     |     |     |     |     |     |     |     |     |     |     |     |     |     |     |     |     |     |     |     |     |     |     |     |     |     |     |       |       |       |       |       |